# Vlag van São Paulo (staat)

Vlag van São Paulo

Achterzijde van de vlag van São Paulo

De vlag van São Paulo bestaat uit zeven horizontale zwarte banen die van elkaar gescheiden worden door zes iets kleinere witte banen. In het rode kanton staat tussen vier gele sterren een witte cirkel met daarin een kaart van Brazilië. Aan de achterkant van de vlag staat het rode vlak eveneens aan de hijszijde en is de kaart net zo weergegeven als aan de voorkant.
De vlag werd in 1888 ontworpen door Júlio Ribeiro. Het was zijn bedoeling dat deze vlag de nationale vlag van Brazilië zou worden, maar dat ging niet door. De kleuren wit, zwart en rood symboliseren het feit dat Brazilië een samenleving van gemengde rassen is. De vier sterren symboliseren het sterrenbeeld Zuiderkruis en omcirkelen de witte cirkel, die de aardbol moet voorstellen.
De vlag werd in 1932 de vlag van de staat São Paulo. In dat jaar vond er in deze staat een revolutie plaats. In de periode dat Getúlio Vargas president van Brazilië was (1933-1945), lag het gebruik van deze vlag aan banden. Pas op 3 september 1948 werd de vlag officieel aangenomen.